# دنيس كونر
دنيس كونر (بالإنجليزية: Dennis Conner)‏ هو متسابق يخت أمريكي، ولد في 16 سبتمبر 1942 في سان دييغو في الولايات المتحدة.

## وصلات خارجية
- دنيس كونر على موقع الاتحاد الدولي للملاحة الشراعية (موقع جديد) (الإنجليزية)
- دنيس كونر على موقع الاتحاد الدولي للملاحة الشراعية (موقع قديم) (الإنجليزية)
- دنيس كونر على موقع اللجنة الأولمبية الدولية (الإنجليزية)
- دنيس كونر على موقع أوليمبيديا (الإنجليزية)